# Глушко Василь Йосипович
Василь Йосипович Глушко (нар. 1 січня 1901, село Благовіщенка Царекостянтинівської волості Олександрівського повіту Катеринославської губернії, тепер Більмацького району Запорізької області — 1976, місто Чернігів) — радянський партійний і державний діяч, 1-й секретар Остерського і Чернігівського районних комітетів КПУ. Член ЦК КПУ в січні 1956 — лютому 1960 р.

## Життєпис
У 1914 р. закінчив земську школу та почав трудову діяльність. У 1921 році вступив до комсомолу. У 1921—1922 роках навчався у Бердянській сільськогосподарській професійній школі.
У 1922—1924 роках — служба у Червоній армії.
У 1924—1929 роках — голова сільськогосподарської комуни «Маяк» Покровського району Дніпропетровщини.
Член ВКП(б) з 1926 року.
У 1929—1930 роках — студент Одеського сільськогосподарського інституту.
У 1930—1940 роках — головний агроном, завідувач Щорського районного земельного відділу; голова виконавчого комітету Щорської районної ради Чернігівської області; на відповідальній роботі в Чернігівському обласному земельному відділі. У 1940—1941 роках працював інспектором державної комісії по сортовипробуванню зернових культур при Наркоматі земельних справ СРСР по Чернігівській області.
З березня по вересень 1941 року — 1-й секретар Остерського районного комітету КП(б)У Чернігівської області.
Учасник німецько-радянської війни. У вересні 1941 — січні 1942 року — 1-й секретар Остерського підпільного районного комітету КП(б)У Чернігівської області. Був заарештований німцями, вбив поліцая і втік. Потім служив комісаром партизанського загону імені Суворова в Брянських лісах на території Орловської області РРФСР.
З 1943 по вересень 1952 року — 1-й секретар Остерського районного комітету КП(б)У Чернігівської області.
4 вересня 1952 — 1 грудня 1959 року — 1-й секретар Чернігівського районного комітету КПУ Чернігівської області. У 1957 році Чернігівський район, очолюваний Глушком, за високі досягнення у виробництві сільськогосподарської продукції був представлений на ВДНГ СРСР та нагороджений золотою медаллю.
Після виходу на пенсію у 1960—1961 роках працював директором Чернігівського обласного тресту рибного господарства.

## Нагороди
- орден Леніна (26.02.1958)
- орден Трудового Червоного Прапора (23.01.1948)
- орден Вітчизняної війни 1-го ст. (1.02.1945)
- ордени
- медалі